# Geir Røse
Geir Aksel Røse, norveški rokometaš, * 19. april 1948, Oslo.
Leta 1972 je na poletnih olimpijskih igrah v Münchnu v sestavi norveške rokometne reprezentance osvojil deveto mesto.